# Wullersdorf
Wullersdorf är en ort och kommun  i Österrike. Den ligger i distriktet Hollabrunn i förbundslandet Niederösterreich, 50 km norr om huvudstaden Wien. 
Kommunen består av tio orter (Ortschaften) (inom parentes invånarantal 1 januari 2024):

- Aschendorf (54)
- Hart (72)
- Grund (248)
- Hetzmannsdorf (136)
- Immendorf (391)
- Kalladorf (241)
- Maria Roggendorf (117)
- Oberstinkenbrunn (214)
- Schalladorf (141)
- Wullersdorf (809)